# (6301) 1989 BR1
1989 بي أر 1 (ويعرف أيضًا باسم (6301) 1989 بي أر 1 وفق تسمية الكوكب الصغير) (بالإنجليزية: 1989 BR1)‏ هو كويكب ضمن حزام الكويكبات؛ وترتيبه 6301 من حيث الاكتشاف.
اكتُشف هذا الجُرم الفلكي بواسطة Zdeňka Vávrová ‏ في 29 يناير 1989.

## وصلات خارجية
- (6301) 1989 BR1 في قاعدة بيانات مختبر الدفع النفاث لأجرام النظام الشمسي الصغيرة

- الاكتشاف · مخطط المدار ·  العناصر المدارية · المعلمات المادية

- (6301) 1989 BR1 على موقع ويكي سكاي: DSS2, SDSS, GALEX, IRAS, Hydrogen α, X-Ray, Astrophoto, Sky Map, Articles and images